# Langenaltheim
Langenaltheim – miejscowość i gmina w Niemczech, w kraju związkowym Bawaria, w rejencji Środkowa Frankonia, w regionie Westmittelfranken, w powiecie Weißenburg-Gunzenhausen. Leży w Jurze Frankońskiej, około 15 km na południe od Weißenburg in Bayern, przy drodze B2.

## Dzielnice
W skład gminy wchodzą następujące dzielnice: Büttelbronn, Langenaltheim, Oberholz i Rehlingen.

## Demografia
| Rok  | Liczba mieszk. |
| ---- | -------------- |
| 1970 | 2383           |
| 1987 | 2224           |
| 2000 | 2523           |

## Oświata
(na 1999)

W gminie znajduje się 100 miejsc przedszkolnych (89 dzieci) oraz szkoła podstawowa (9 nauczycieli, 140 uczniów).

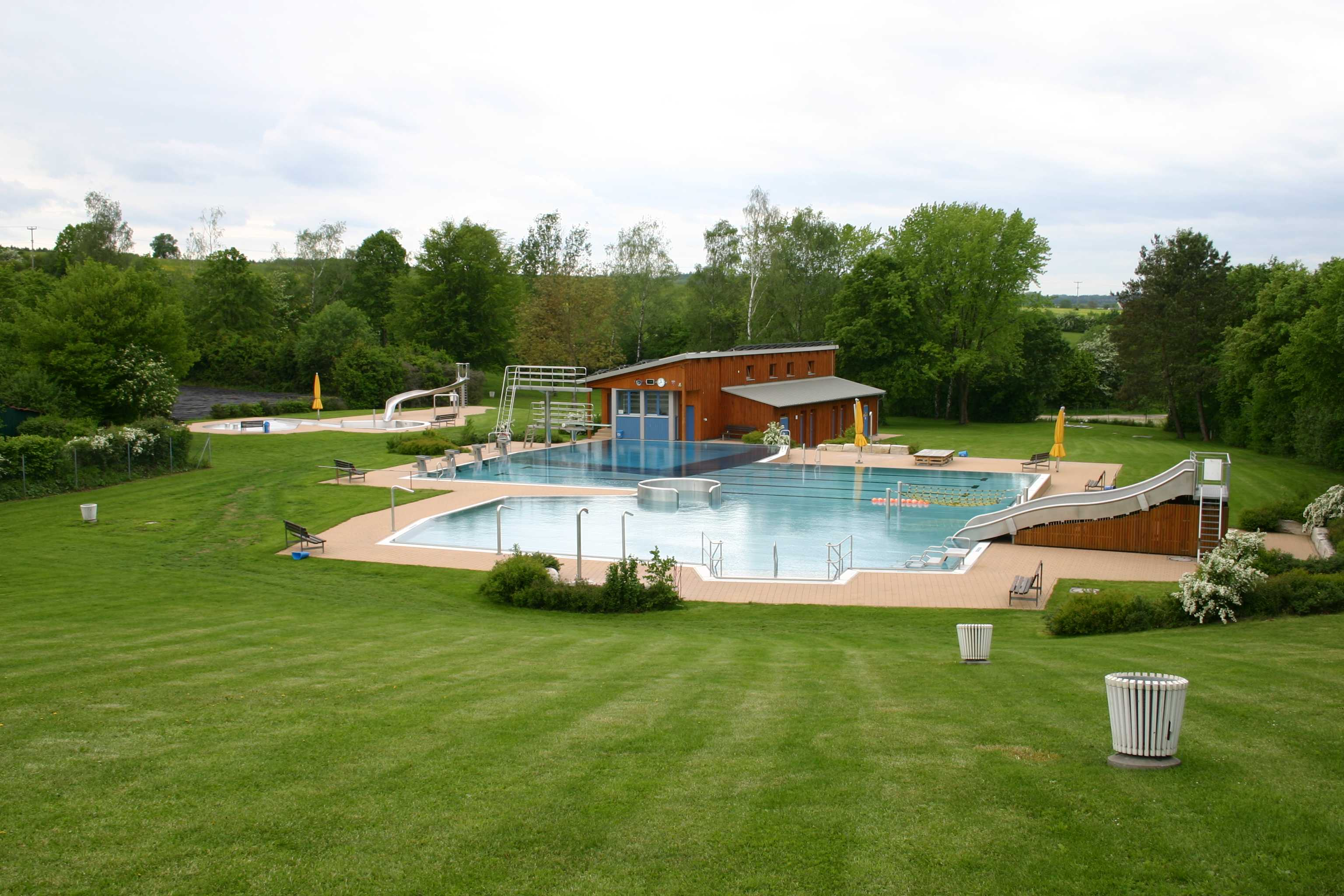
Basen otwarty